# Rema (chanteur)
Pour les articles homonymes, voir Rema.
Ne doit pas être confondu avec Rema.
Rema, stylisé REMΛ, de son vrai nom Divine Ikubor (né le 1er mai 2000 à Benin City, dans l’État d’Edo au Nigeria), est un auteur-compositeur-interprète nigérian.
Il est devenu connu avec la sortie de la chanson « Iron man » qui figurait sur la playlist d'été 2019 de Barack Obama. En 2019, il signe un contrat d'enregistrement avec Jonzing World, une filiale de Mavin Records.

## Jeunesse
Divine Ikubor nait dans une famille chrétienne de quatre enfants de Benin City. Il grandit en chantant et en rappant alors qu'il est au lycée. Il fait ses études primaires et secondaires au groupe d'écoles Ighile, dans l'État d'Edo,.

## Carrière
Le jeune Rema commence à écrire ses premières lignes de textes en tant que parolier en 2015, à l’âge de 15 ans, débutant ainsi sa carrière.
En 2018, Rema publie un freestyle viral sur Instagram sur le morceau Gucci Gang de D'Prince. Le post attire l'attention de D'Prince qui l'emmène à Lagos pour lui offrir un contrat d'enregistrement. En 2019, Rema signe un contrat d'enregistrement avec Jonzing World, une filiale de Mavin Records détenue par le producteur de disques Don Jazzy. Rema sort son premier EP éponyme Rema en 2019, qui culmine au numéro 1 sur Apple Music Nigeria.
Le 21 mai 2019, Jonzing World et Mavin sortent le clip Dumebi, une chanson majeure de son EP éponyme, avec une apparition de Diana Eneje. La vidéo est réalisée par Ademola Falomo et compte, en 2022, 50 millions de vues sur YouTube. Grâce à sa chanson Dumebi, Rema acquiert une notoriété à l’échelle internationale, soit 4 ans après le début de sa carrière musicale.
Rema se retrouve sur le devant des médias avec sa chanson Iron Man, apparue sur la playlist d'été 2019 de Barack Obama,.
En mai 2021, Rema annonce qu'il appellera sa musique « Afrorave », un sous-genre d'Afrobeats, aux influences de musique arabe et indienne, ce qui lui vaut d'avoir l'une des plus fortes bases de fans du pays, connue sous le nom de Ravers.
En septembre 2021, Rema est nommé en tant qu'ambassadeur pour la marque de boisson gazeuse Pepsi aux côtés de son compagnon de label Ayra Starr.
En septembre 2020, le titre "Beamer" de Rema a été inclus dans les bandes sonores de FIFA 21,.
Rema est considéré par des critiques comme possédant une capacité vocale particulière et comme étant « un jeune prodige de l’Afrobeat », de la Pop Music et de la Trap, faisant de lui, une vedette de renommée internationale,,.

### Rave & RosesetRavage EP
Rema sort son premier album Rave & Roses le 25 mars 2022. L'album comprend 16 titres et des apparitions de 6lack, Chris Brown, AJ Tracey et Yseult. L'album inscrit 10 chansons sur le Billboard Afrobeats Chart américain après sa première semaine. Le 25 août 2022, il sort un remix de sa chanson Calm Down avec Selena Gomez. Le titre connait un succès mondial, obtenant notamment le prix de la meilleure chanson afrobeats aux MTV Video Music Awards 2023 et devenant, en juin 2024, la chanson afrobeats la plus streamée de l'histoire aux Etats-Unis en dépassant le milliard de stream,,.
Le 26 octobre 2023, il sort un EP de 5 titres intitulé Ravage.

### HEIS
Le 21 juin 2024, Rema publie le single Benin Boys, en collaboration avec Shallipopi, artiste originaire de Benin City tout comme Rema . Le 10 juillet 2024, il sort un deuxième album de 11 titres intitulé HEIS, référence au mot grec pour le chiffre "un" et à son pseudo Instagram ("heisrema"),. L'album contient deux collaborations avec les artistes nigérians Shallipopi et Odumodublvck.

## Vie privée
Rema est un supporter du Manchester United Football Club.
Le 28 septembre 2020, Rema tweete des accusations contre le Parti démocratique populaire (Nigeria) (PDP) lors de la mort de son père, le juge Ikubor, qui était un ancien chef du parti,.

## Récompenses
Le 19 octobre 2019, Rema remporte le Next Rated et est nommé pour le prix des spectateurs lors de la 13e édition de The Headies. Le 12 janvier 2020, il reçoit les Soundcity MVP Awards du meilleur nouvel artiste. Le 15 juin 2020, Rema est nommé comme meilleur choix des téléspectateurs aux BET Awards 2020 aux côtés de Burna Boy et Wizkid, les seuls artistes nigérians nommés pour l'édition des prix de 2020,,.

## Discographie

### Albums
- Rave & Roses, 2022
- HEIS, 2024

### EPs
- Rema, 2019
- Rema Freestyle, 2019
- Bad Commando, 2019
- Rema, remix, 2020
- Ravage, 2023

### Singles
- Starboy (avec Alpha P), 2017
- Mercy (avec Alpha P), 2017
- Iron Man, 2019
- Why, 2019
- Dumebi, 2019
- Corny, 2019
- Boulevard, 2019
- American Love, 2019
- Spiderman, 2019
- Trap Out The Submarine, 2019
- Bad Commando, 2019
- Lady, 2019
- Rewind, 2019
- Spaceship Jocelyn, 2019
- Dumebi Remix (avec Becky G), 2020
- Beamer (Bad Boys), 2020
- Rainbow, 2020
- Fame, 2020
- Ginger Me, 2020
- Alien, 2020
- Woman, 2020
- Bounce, 2021
- Soundgasm, 2021
- Calm Down, 2022
- Calm Down (avec Selena Gomez), 2022
- FYN (avec AJ Tracey), 2022
- Charm, 2022
- DND, 2023
- Ozeba, 2024
- HEHEHE, 2024
- Azaman, 2024
- Baby (Is It a crime), 2025
- KELEBU, 2025